# 鳳陽號巡防艦
鳳陽號飛彈巡防艦（舷號：FFG-933），為濟陽級巡防艦的二號艦，為中華民國海軍在1990年代初向美國海軍租借之諾克斯級巡防艦布魯頓號經過後續改良而成，隸屬海軍一六八艦隊。理論上雖然有租約到期問題，實務上有簽訂租約簽訂若干年後可以買斷方式處理的條款，所謂的租約只是避免政治衝擊的一種折衷作法，目前的鳳陽號屬於中華民國財產，同樣的手段在新港級戰車登陸艦的取得上也如出一轍。鳳陽艦的設計以遠洋反潛能力著稱，因此母港設於蘇澳港，在中華民國海軍服役以來主要負擔台灣東北部至東部海域的巡防任務。
由於原型諾克斯級是種以專業反潛艦為設計導向的艦艇，不可避免地得犧牲掉一些功能，尤其防空武力為甚，僅有一門Mk 42 127毫米54倍徑艦炮與一座MK 15方陣近迫武器系統充當自衛之用。在配備武進三型作戰系統的陽字號驅逐艦除役後，中華民國海軍將武三系統及標準一型飛彈重新安裝到鳳陽軍艦上，彌補對空能力之不足，並在定期保養時完成改裝。
目前濟陽級仍是中華民國海軍唯一同時配備大型低頻聲納及拖曳聲納陣列之艦種，完整反潛機能無出其右，目前美軍也找不到具備同等機能的相等噸位艦種取代，這使得中華民國海軍雖然採購美軍退役的派里級巡防艦來更換部分濟陽級艦，但也策劃了延壽濟陽級的方案。後來方案取消，改用輕型巡防艦取代濟陽級。

## 艦史
1992年7月1日美國將羅伯特·E·皮里號巡防艦和布魯頓號巡防艦移交中華民國海軍，1993年10月6日鳳陽軍艦正式服役。
2004年3月鳳陽軍艦進入船塢展開「武三化」工程，2004年10月31日鳳陽軍艦完成，工時為耗費7個半月，總經費約7127萬元新台幣。改造後的鳳陽軍艦不僅保有原先的反潛能力，貧弱的防空自衛能力也獲得改善 。2005年3至4月間完成標準飛彈與Mk 42五吋艦炮的射擊測試。
2005年6月21日甫改裝完畢的鳳陽軍艦擔綱在台灣東北海域的護漁行動展示任務。
2022年8月6日，本艦於東部海域進行巡防任務，為了保護商船的安全，與共軍056A型 宜春號對峙。

## 圖庫

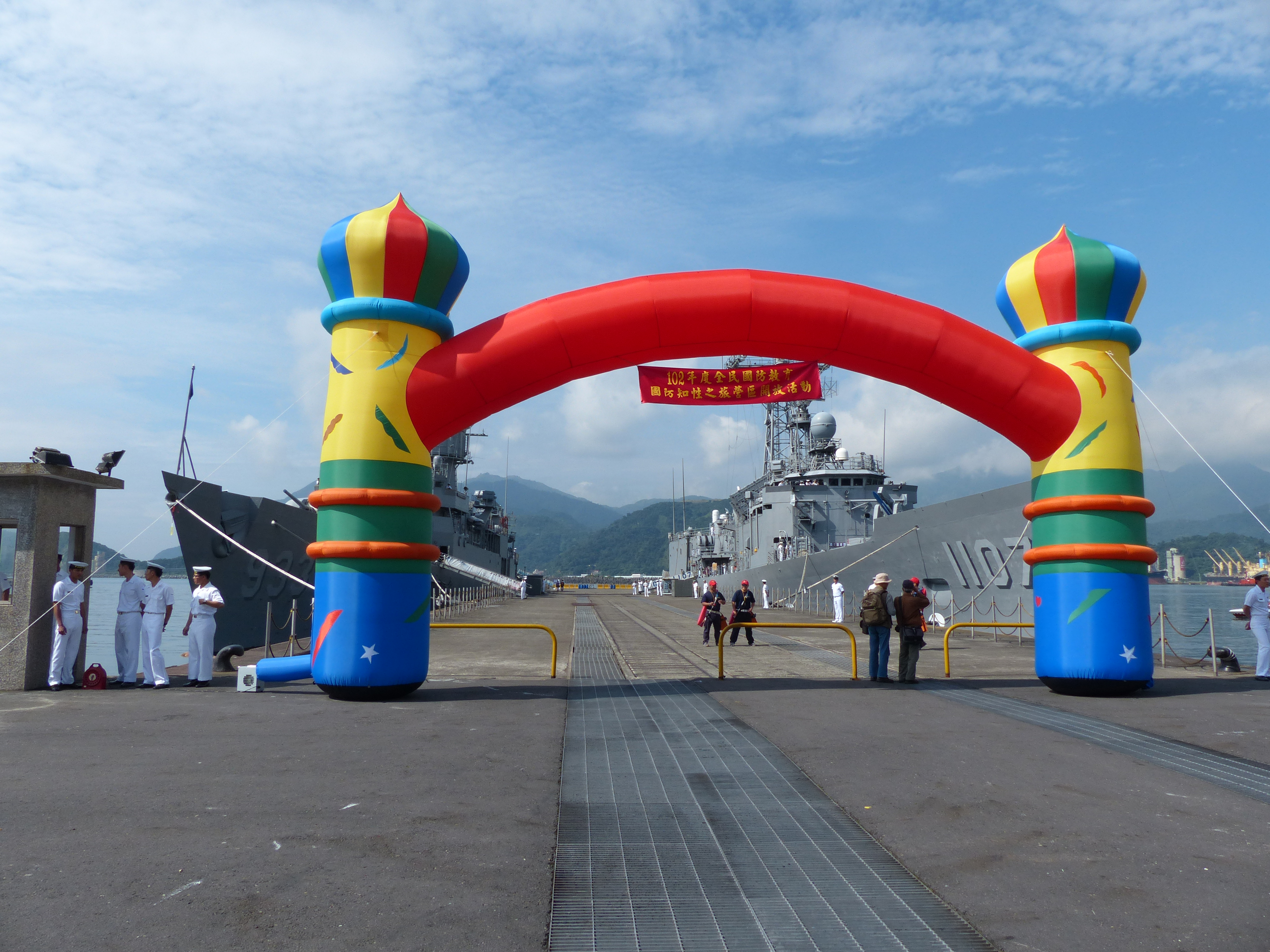
2013年中正軍港營區開放活動清晨的12號碼頭入口，左邊是鳳陽軍艦，右邊是成功級巡防艦子儀軍艦（PFG2-1107）。
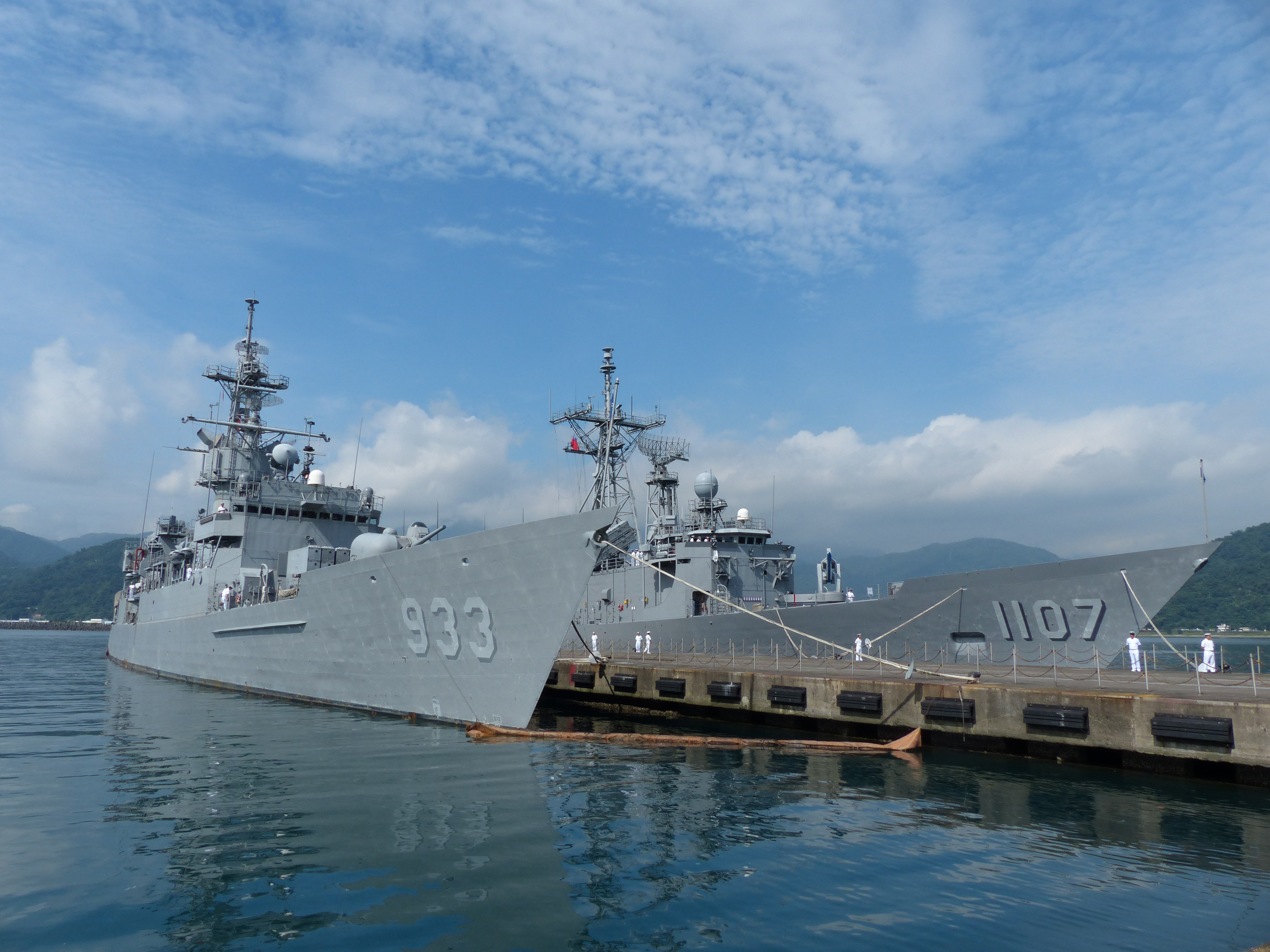
2013年中正軍港營區開放活動開幕式前，停泊12號碼頭的鳳陽軍艦（左）與成功級巡防艦子儀軍艦（PFG2-1107）。
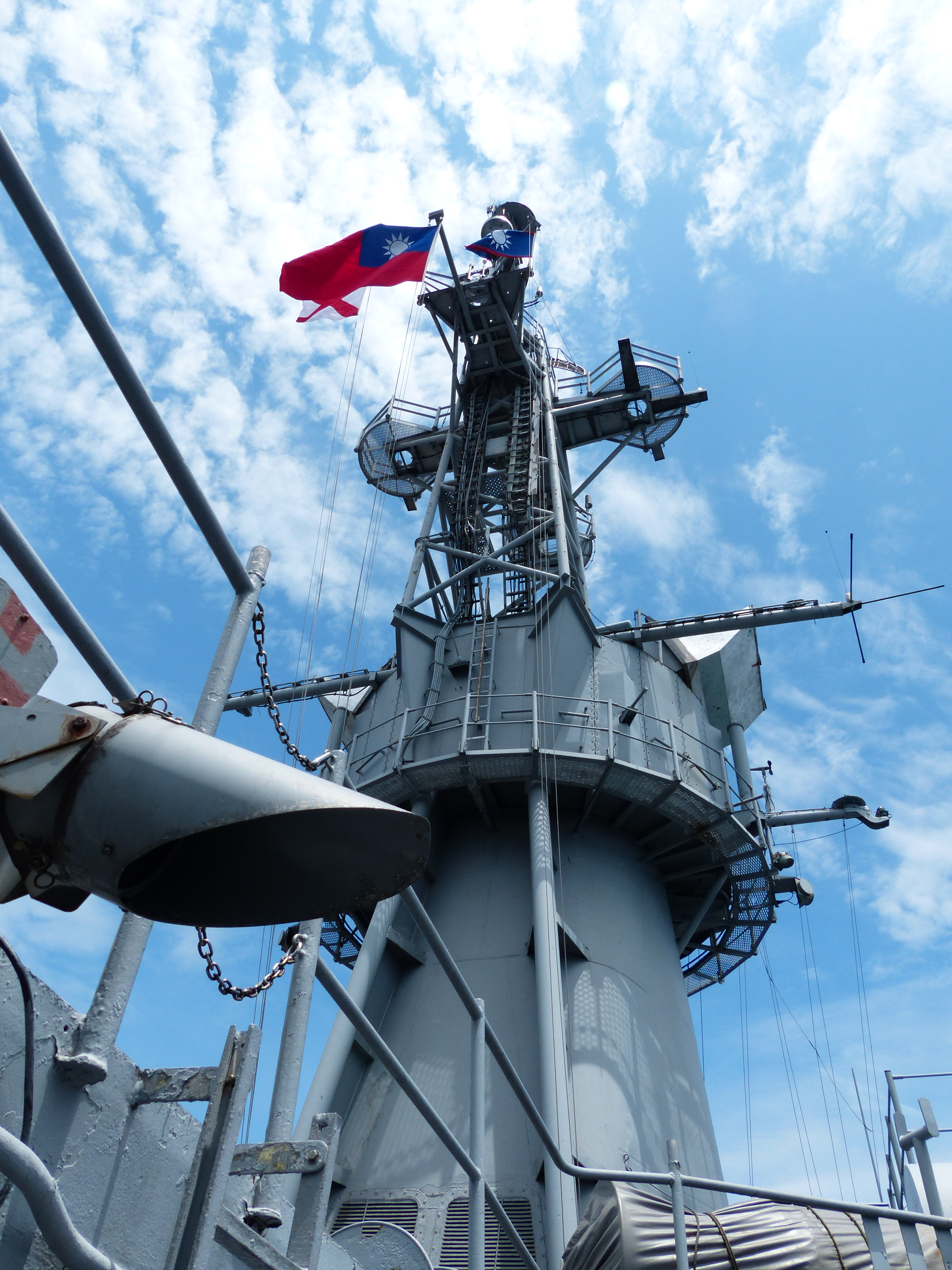
從右舷後方仰望鳳陽軍艦煙桅，攝於2013年中正軍港營區開放活動。
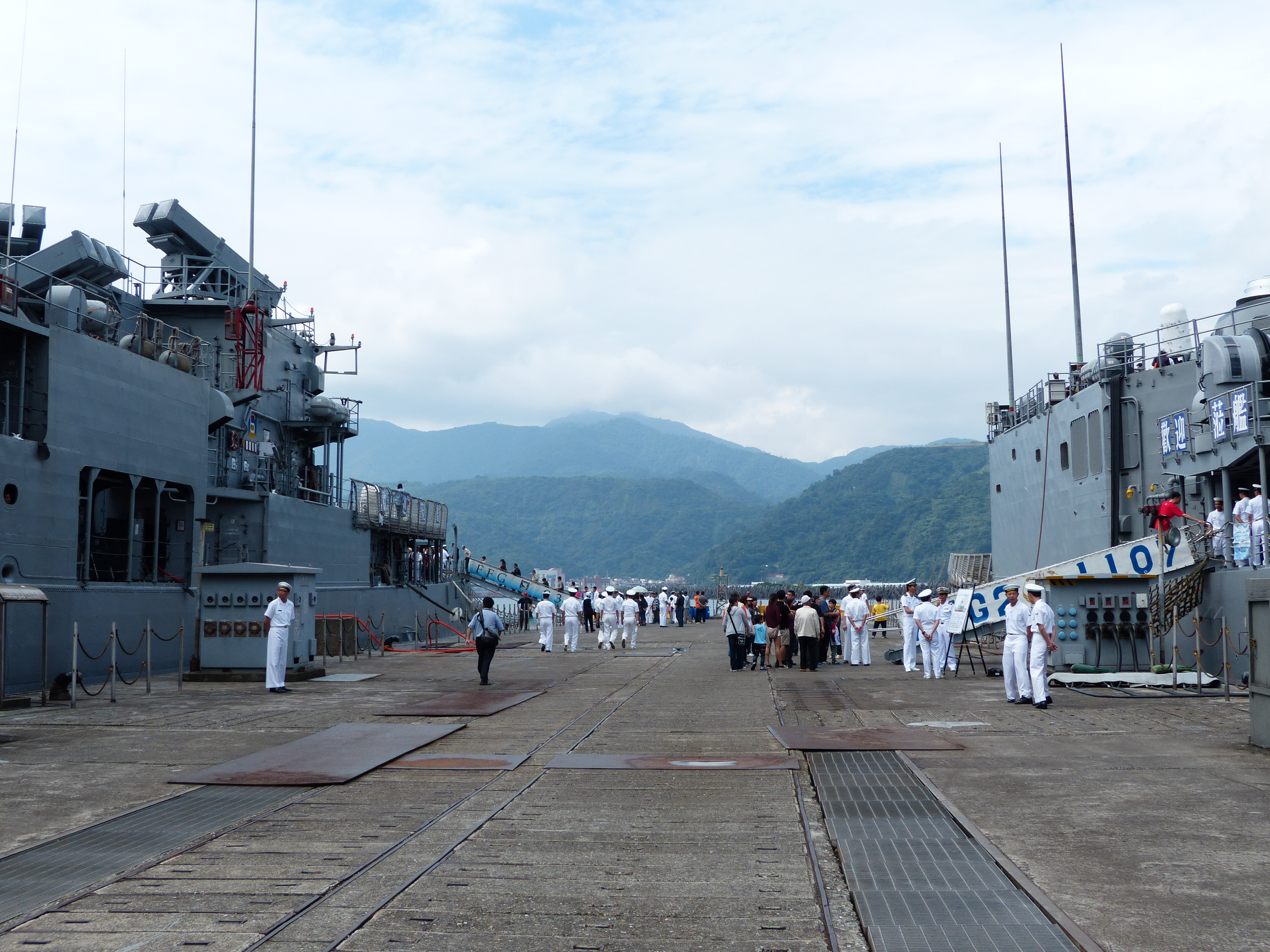
2013年中正軍港營區開放活動，從12號碼頭北端南望蘇澳港，左邊是鳳陽軍艦，右邊是成功級巡防艦子儀軍艦（PFG2-1107）。
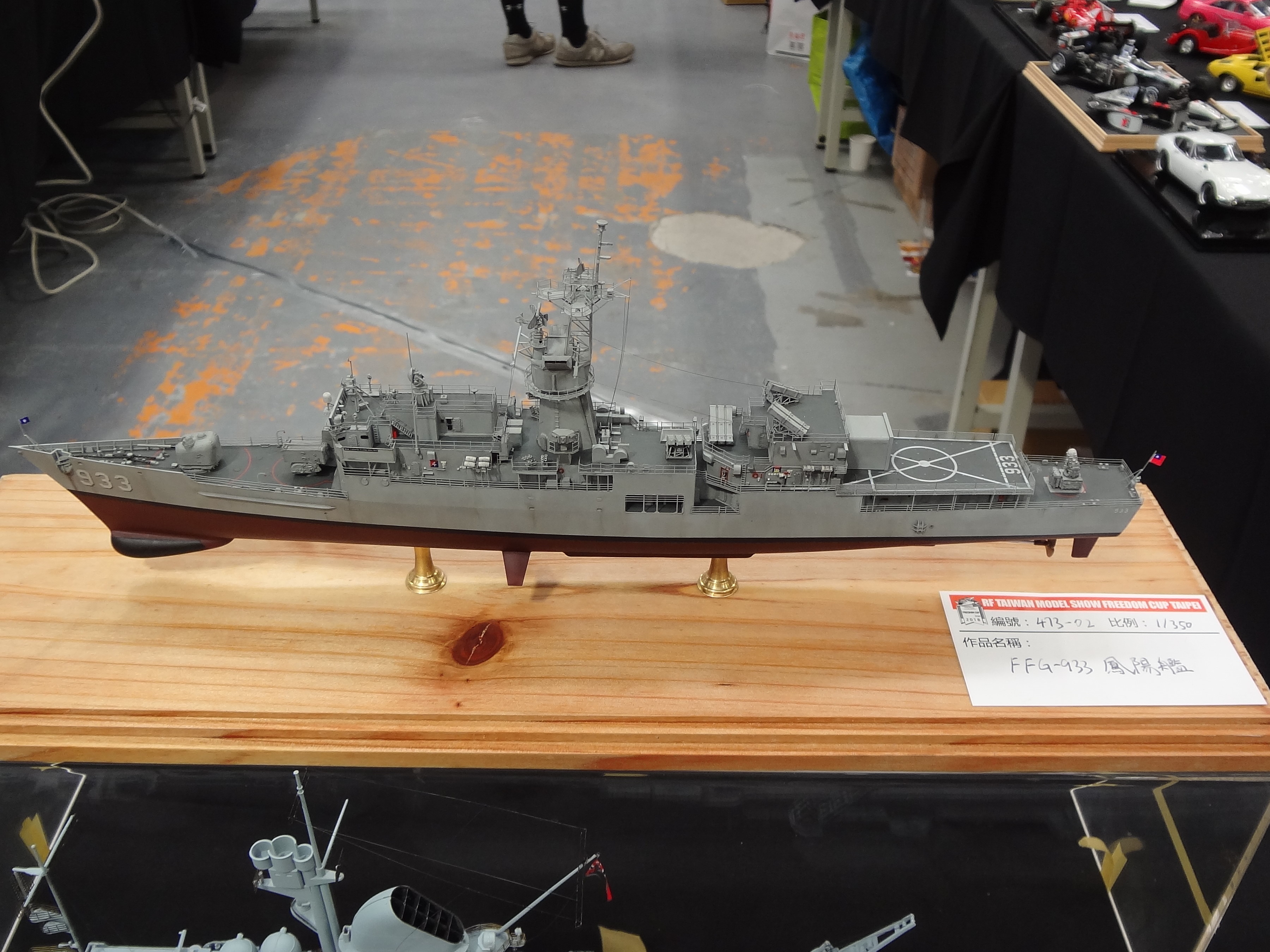
第6屆開拓模型祭，鳳陽軍艦模型。
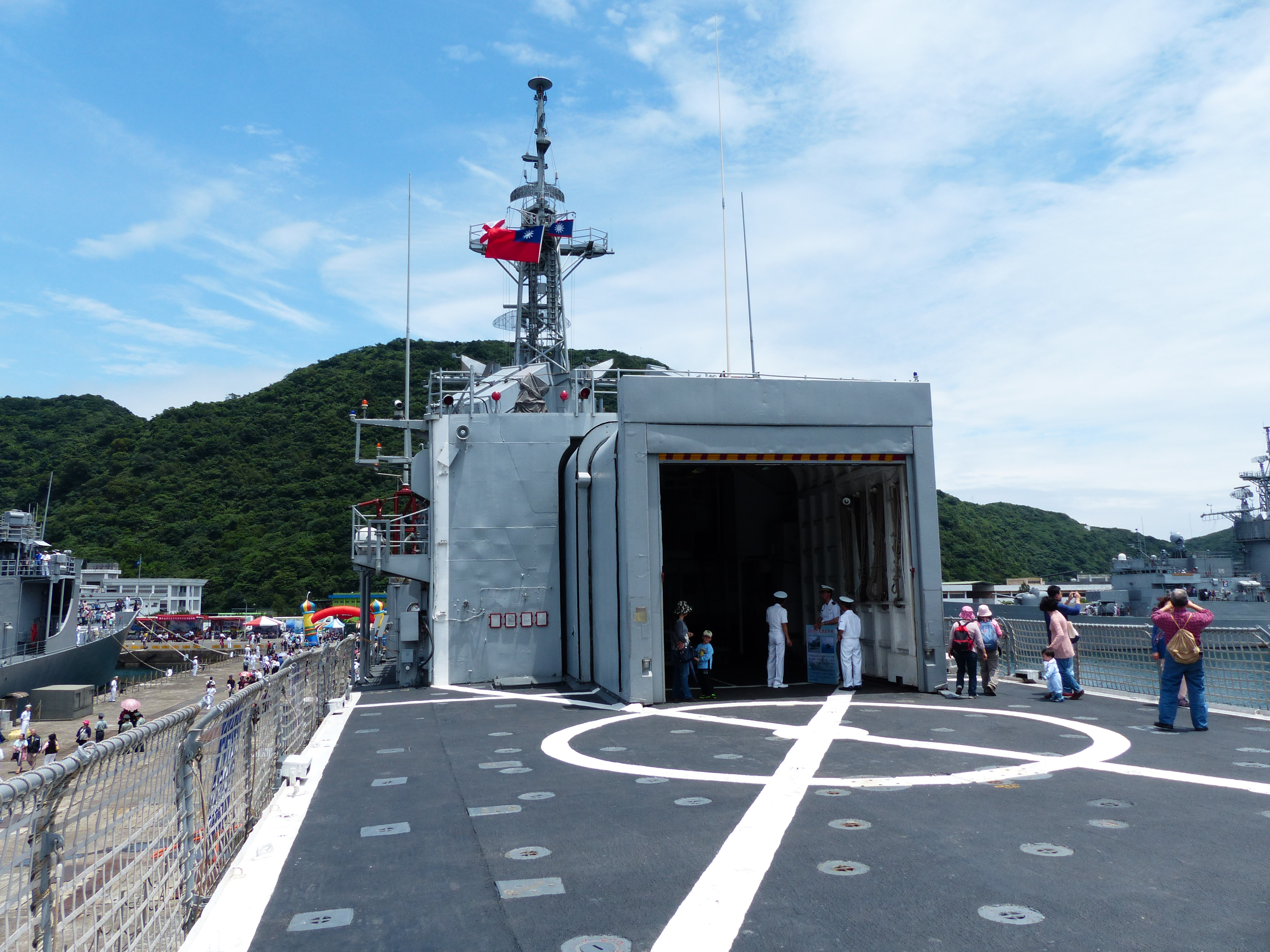
由鳳陽軍艦機庫飛行甲板左後方前望直昇機機庫。
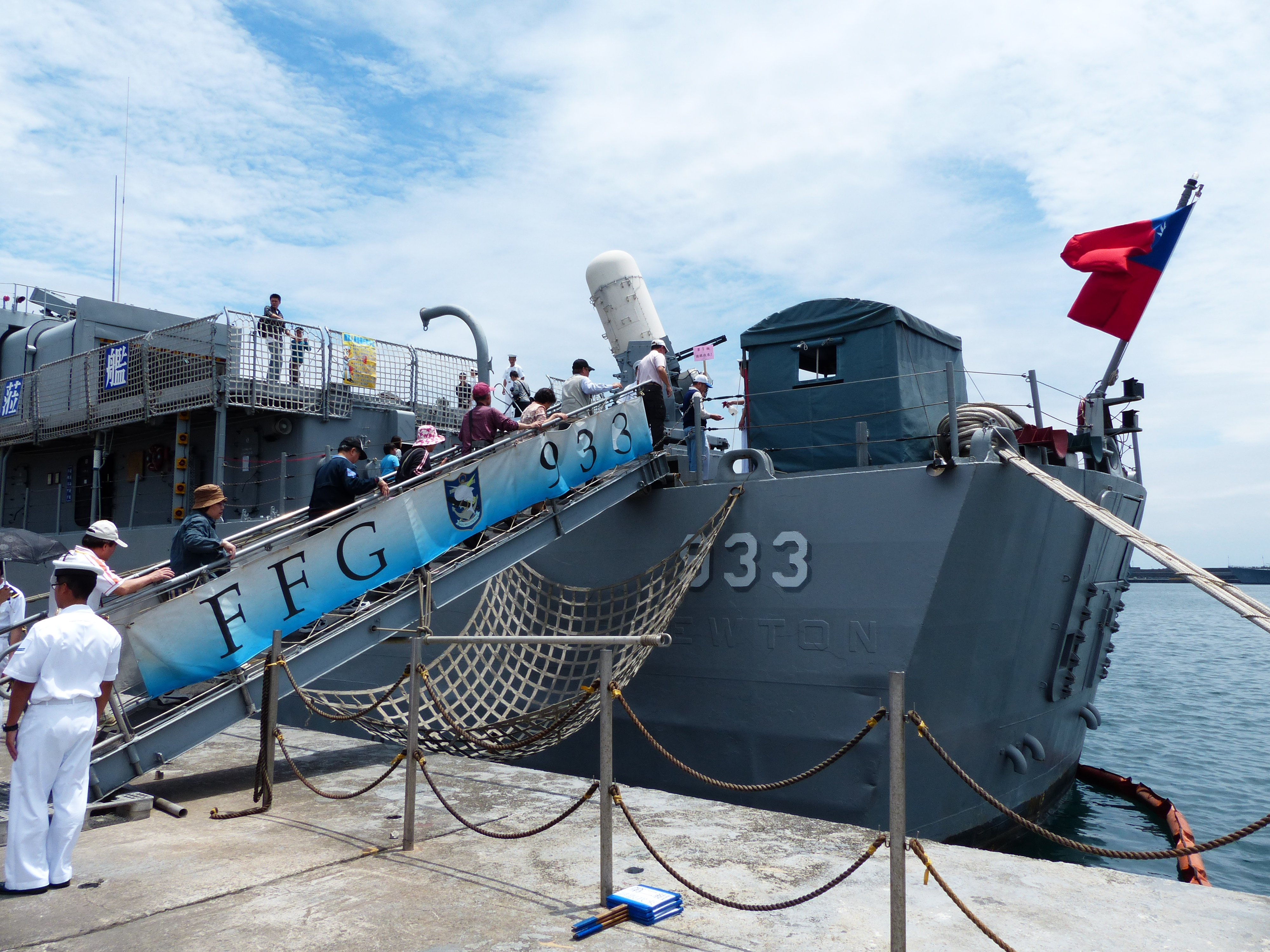
2013年中正軍港營區開放活動，遊客由鳳陽軍艦左舷後方舷梯登艦，留意艦尾的美國海軍時代舊名。

## 資料來源
1. 1 2 3 4 5 6  . 上報快訊. 2019年5月30日  [2019年5月30日]. （原始内容存档于2021年3月10日）.
2. ↑  今日新聞. . 今日傳媒. 2014-07-08  [2014-07-08]. （原始内容存档于2014-07-12） （中文（臺灣））.
3. ↑  美售台軍艦案 美媒關注 （页面存档备份，存于），聯合新聞網，2014年12月20日
4. ↑  採購另兩艘舊派里 海軍鬆口會審慎考量 （页面存档备份，存于），聯合新聞網，2014年12月20日
5. . 中央通訊社. 2013年2月16日  [2013年8月21日]. （原始内容存档于2013年3月26日） （中文（臺灣））.

## 外部連結
- （繁體中文）中華民國海軍>>軍艦艦史>>現役軍艦>>濟陽級飛彈巡防艦[]